# Scaphisoma hanseni
Scaphisoma hanseni – gatunek chrząszcza z rodziny kusakowatych, podrodziny łodzikowatych i plemienia Scaphisomatini.
Gatunek ten opisany został w 2003 roku przez Ivana Löbla i Richarda A.B. Leschena. Epitet gatunkowy nadano na cześć Michaela Hansena, specjalisty od kusaków.
Chrząszcz o ciele długości od 1,4 do 1,7 mm i zmiennym ubarwieniu w odcieniach od słomkowo- lub jasno- do ciemnobrązowego, jednak nigdy czarnego. Pokrywy mają części boczne i wierzchołkowe zwykle jaśniejsze, natomiast pozbawione są plamy przedwierzchołkowej. Oczy są lekko wcięte. Trzeci człon czułków jest około trzykrotnie dłuższy niż szerszy i łącznie z członem czwartym mają mniej więcej długość członu piątego. Punktowanie pokryw jest grube, bocznych części zapiersia (metawentrytu) bardzo delikatne, a pierwszego widocznego sternitu odwłoka grubsze i gęstsze pośrodku niż po bokach. Tylna para skrzydeł jest w pełni wykształcona. Linie zabiodrowe bioder tylnych są równoległe lub tylko na wewnętrznym odcinku nieco łukowate. Samiec ma paramery prawie proste w widoku górnym i faliste w bocznym, a edeagus z owalną nabrzmiałą częścią nasadową i płaskim grzbietowo oraz lekko spuchniętym brzusznie wyrostkiem dystalnym.
Owad endemiczny dla Nowej Zelandii, znany tylko z Wyspy Północnej i Południowej. Żeruje na podstawczakach z rodzajów uszak, lakownica, czyreń i białak.